# Wólka Smolana (Mazovie)
Wólka Smolana [ˈvulka smɔˈlana] est un village polonais de la gmina de Brochów dans le powiat de Sochaczew et dans la voïvodie de Mazovie.
Il se situe à environ 5 kilomètres au sud-est de Brochów, à 10 kilomètres au nord-est de Sochaczew et à 48 kilomètres à l'ouest de Varsovie.